# 三好内科・循環器科医院
三好内科・循環器科医院（みよしないか・じゅんかんきかいいん）は、大分県大分市にある医療機関。同医院のバレーボール部は、V.LEAGUE男子の大分三好ヴァイセアドラーの母体であった。

## 概要
1996年に開業し、開業と同時にバレーボール部三好循環器科EKGを創部。このバレーボール部は、後に三好循環器科EKG大分に改称し、2006年7月にV・プレミアリーグに参加した大分三好ヴァイセアドラーの母体となった。三好内科・循環器科医院医院長の三好博は、ヴァイセアドラーの部長兼チームドクターを務めた。
2024年3月12日、院長の三好博が死去。それに伴い5月20日付けでバレーボールチームは休部となった。
同年10月12日、医療法人去定会に加入した。

### 診療科
- 内科
- 循環器科
- 小児科
- 放射線科
- 人工透析科

## 沿革
- 1996年 - 現在地にて三好内科・循環器科医院を開業。
- 2024年 - 医療法人去定会に加入

## 所在地
- 郵便番号：870-0317
- 住所：大分県大分市丹川字水が本372-1

## 交通
- JR九州日豊本線坂ノ市駅より車で約10分